# ローレンス・アカンドゥ
ローレンス・チメジー・アカンドゥ（Lawrence Chimezie Akandu、中国語:羅倫士、1974年12月10日 - ）は、ナイジェリア出身の元香港代表サッカー選手。ポジションはDF、FW。

## 選手経歴
- 2002-2003  傑志
- 2003-2005  ハッピーヴァレー
- 2005-2006  東宝
- 2006-2007  香港FC
- 2007-2009  沙田体育会
- 2009-2012  Mutual Football Club
- 2012-2013  海帆
- 2013-2014  光華康體會
- 2014-2015  天旭足球會
- 2015-2017  鹿特丹斯巴達淦源足球會

## 代表歴
- 2003-2004 香港代表 7試合1得点

### 出場大会
- 東アジアサッカー選手権2003

### ゴール
| #  | 開催年月日    | 開催地     | 対戦国 | 勝敗 | 試合概要                   |
| -- | ------------- | ---------- | ------ | ---- | -------------------------- |
| 1. | 2003年12月4日 | 日本、東京 | 韓国   | ●1-3 | 東アジアサッカー選手権2003 |